# Cricqueville-en-Bessin
 Cricqueville-en-Bessin  es una población y comuna francesa, situada en la región de Baja Normandía, departamento de Calvados, en el distrito de Bayeux y cantón de Isigny-sur-Mer.

## Demografía
| 197 | 200 | 190 | 157 | 171 | 182 |
| Para los censos de 1962 a 1999 la población legal corresponde a la población sin duplicidades (Fuente: INSEE [Consultar]) |     |     |     |     |     |